# 윤성열
윤성열(尹誠悅, 1987년 12월 22일 ~ )은 대한민국의 축구 선수로, 포지션은 수비형 미드필더와 좌우윙백을 소화한다.

## 축구인 경력

### 클럽 경력
2009년 배재대학교를 졸업하였으나 졸업 직전 부상으로 인해 K리그 드래프트를 신청하지 못했다. 하지만 1년간 재활에 매진한 후 일본무대에 진출하였다. 부상에서 회복한 2011년, 일본 풋볼 리그의 마치다 젤비아에 입단 테스트를 통해 입단하였다.
2012년 J리그 디비전 2의 마쓰모토 야마가에 입단하였다. 이후 3년 동안 팀의 주전으로 활약하였다.
2012년 입단 당시 등번호는 37번이며, 2013년과 2014년 두 시즌동안은 17번을 달고 그라운드에 나섰다.
2015년 드래프트를 통해 서울 이랜드의 지명을 받았다.
2016년 시즌 중반 사회복무요원으로 병역 의무를 이행하며 축구를 병행하기 위해 청주 CITY FC로 임대 이적하였다. 2017년 복무 도중 K3리그 소속팀을 김포 시민축구단으로 변경하였다.
2018년 10월 1일 사회복무요원 소집해제 이후 원 소속팀 서울 이랜드 FC로 복귀하였다. 10월 7일 K리그2 2018 31라운드 성남 FC와의 원정 경기에서 선발 출장하며, 서울 이랜드에서의 복귀전을 치렀다.
2020시즌을 앞두고 간토 지역리그의 도치기 시티 FC로 이적했다.

## 기록

### 클럽
2019년 11월 9일 기준
| 시즌     | 클럽            | 소속리그     | 리그 | 리그      | 국내컵 | 국내컵    | 통산 | 통산      |
| 시즌     | 클럽            | 소속리그     | 출장 | 득점/도움 | 출장   | 득점/도움 | 출장 | 득점/도움 |
| 일본     | 일본            | 일본         | 리그 | 리그      | 천황배 | 천황배    | 통산 | 통산      |
| -------- | --------------- | ------------ | ---- | --------- | ------ | --------- | ---- | --------- |
| 2011     | 마치다 젤비아   | JFL          | 14   | 0/0       | -      | -         | 14   | 0/0       |
| 2012     | 마쓰모토 야마가 | J2           | 23   | 0/0       | -      | -         | 23   | 0/0       |
| 2013     | 마쓰모토 야마가 | J2           | 17   | 0/0       | 1      | 0/0       | 18   | 0/0       |
| 2014     | 마쓰모토 야마가 | J2           | 15   | 0/0       | 2      | 0/0       | 17   | 0/0       |
| 대한민국 | 대한민국        | 대한민국     | 리그 | 리그      | FA컵   | FA컵      | 통산 | 통산      |
| 2015     | 서울 이랜드     | K리그 챌린지 | 38   | 1/3       | 1      | 0/0       | 39   | 1/3       |
| 2016     | 서울 이랜드     | K리그 챌린지 | 15   | 1/4       | 1      | 0/0       | 16   | 1/4       |
| 2016     | 청주 시티 FC    | K3리그       | 5    | 2/0       | 0      | 0/0       | 5    | 2/0       |
| 2017     | 청주 시티 FC    | K3리그       | 10   | 0/0       | 2      | 0/0       | 12   | 0/0       |
| 2017     | 김포 시민       | K3리그       | ?    | ?/?       | ?      | ?/?       | ?    | ?/?       |
| 2018     | 서울 이랜드     | K리그2       | 2    | 0/0       | 0      | 0/0       | 2    | 0/0       |
| 2019     | 서울 이랜드     | K리그2       | 9    | 0/1       | 2      | 0/0       | 11   | 0/0       |
| 통산     | 대한민국        | 대한민국     | 63   | 2/8       | 4      | 0/0       | 65   | 2/8       |
| 통산     | 일본            | 일본         | 69   | 0/0       | 3      | 0/0       | 72   | 0/0       |
| 종합     | 종합            | 종합         | 123  | 2/7       | 5      | 0/0       | 128  | 2/7       |